# Chapelle de la Paix de Maisons-Laffitte
La chapelle de la Paix (ou Vieille Église; ou Ancienne Église - Centre Ianchelevici; ou  encore ancienne église Saint-Nicolas), est un ancien lieu de culte, protégé des monuments historiques, situé à Maisons-Laffitte, dans le département français des Yvelines. 

## Historique
Sa construction remonte au XIIe siècle et elle appartenait alors à l'abbaye Notre-Dame de Coulombs,. Il reste encore de cet édifice la base du clocher. Un remaniement a été fait au XIIIe siècle.
Elle a été partiellement détruite pendant la guerre de Cent Ans et reconstruite et agrandie au XVe siècle lorsque le bas-côté sud a été ajouté.
Elle est désaffectée en 1896 avec la construction de la nouvelle église Saint-Nicolas, transformée en caserne de pompiers, et devient une salle polyvalente en 1988. Elle accueille depuis des spectacles, des concerts et des expositions. 
La chapelle est classée au titre des monuments historiques en 1972

## Galerie d'images

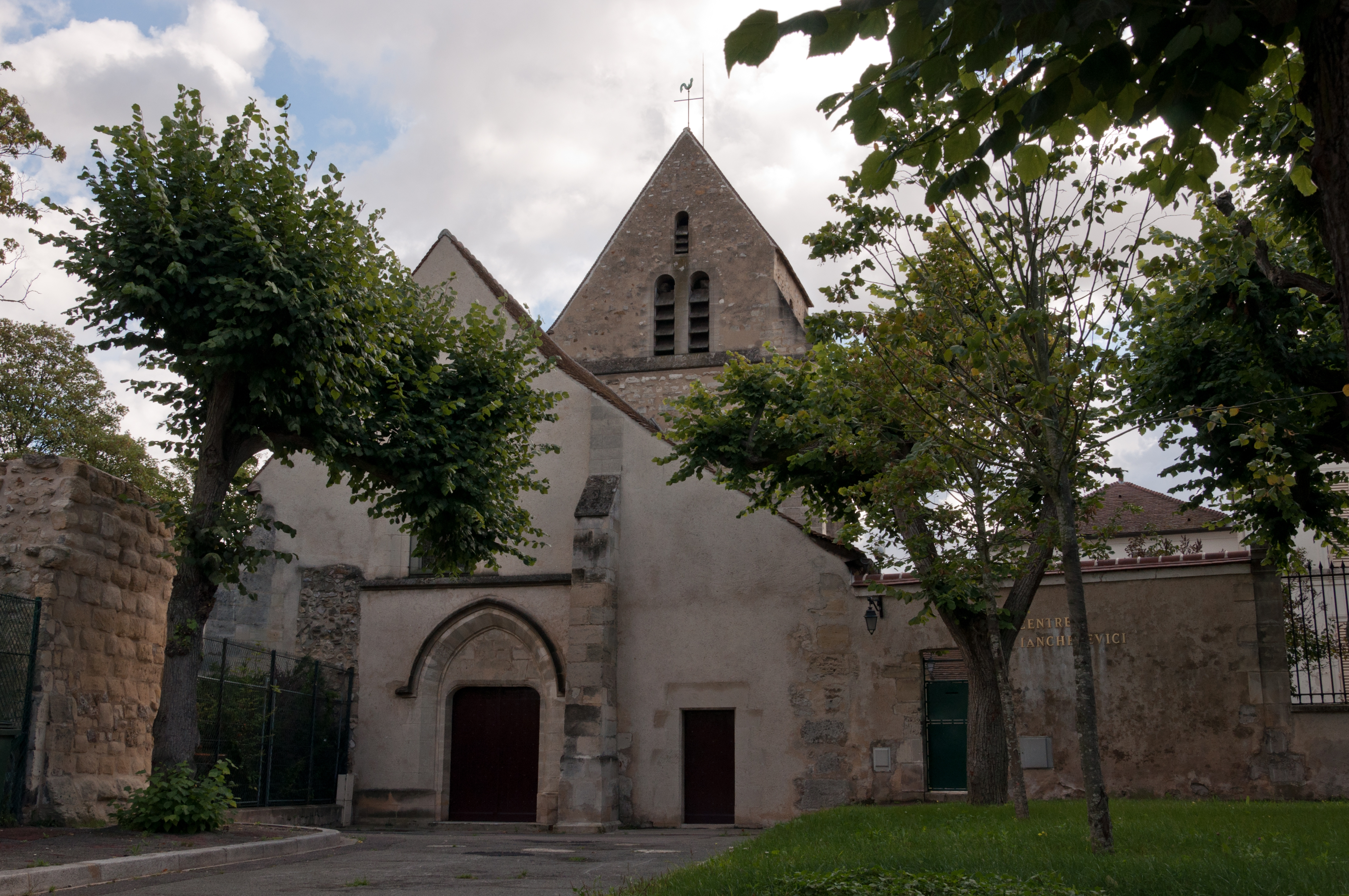
La façade
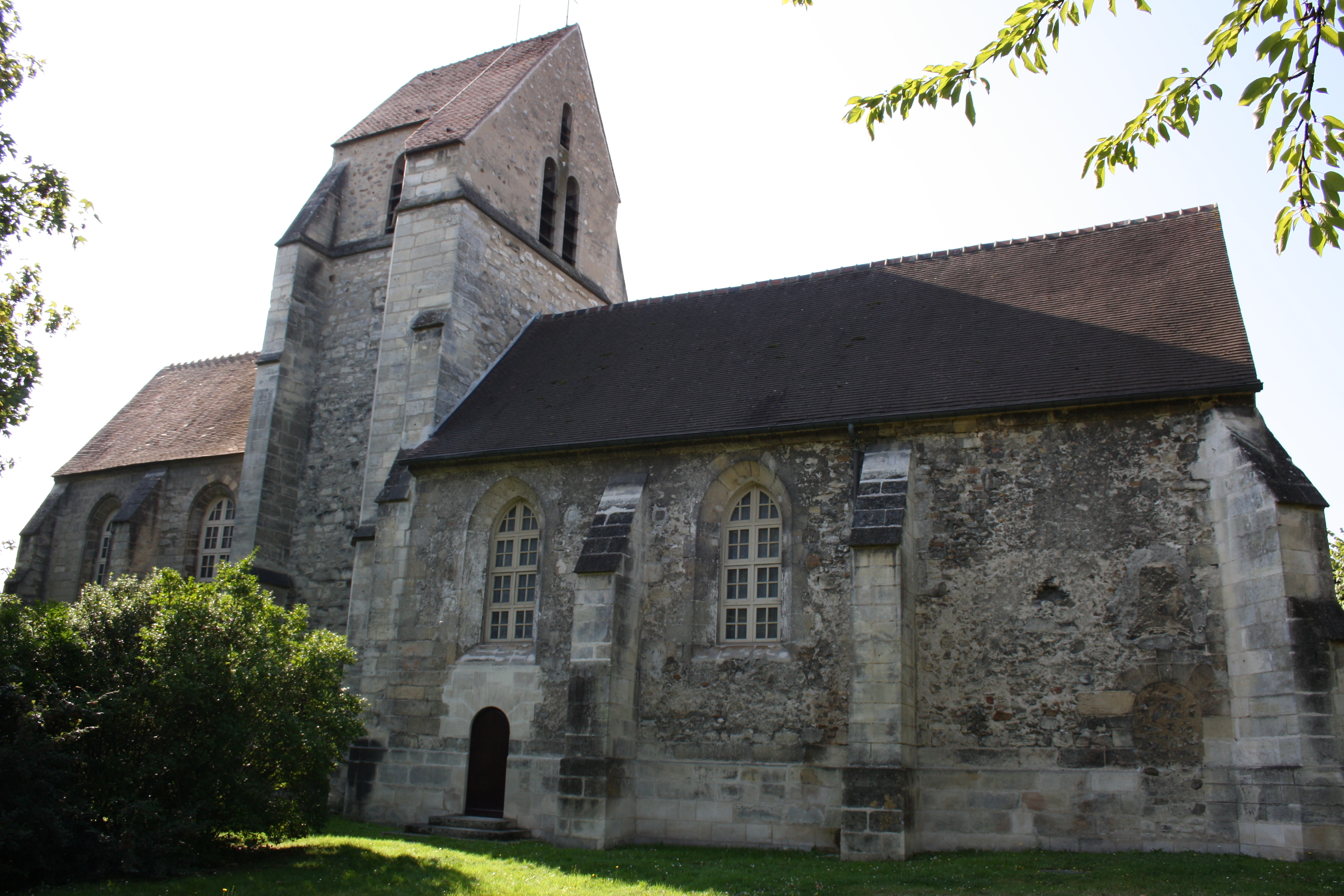
Le côté
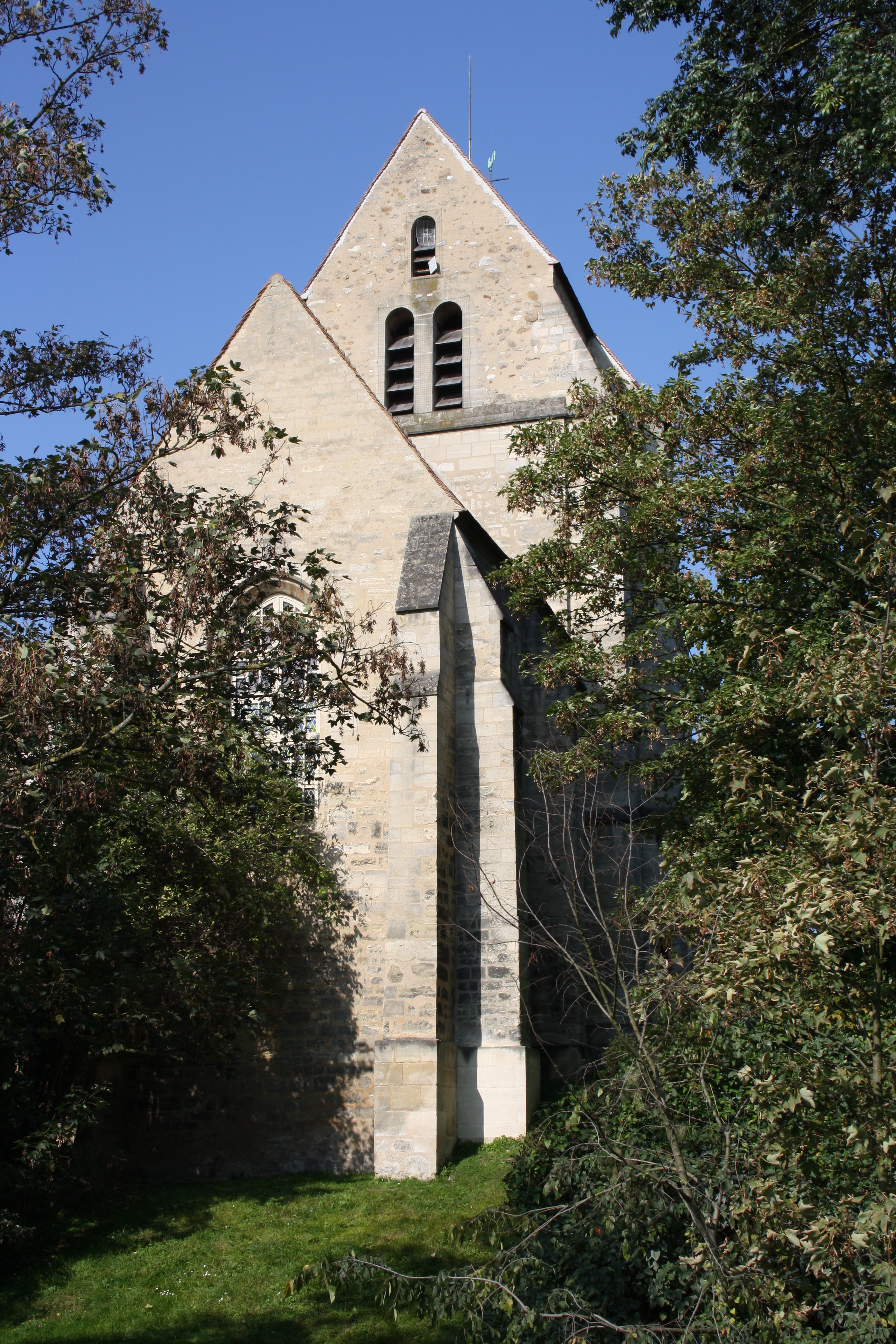
Autre vue